# Antiotricha
Antiotricha är ett släkte av fjärilar som ingår i familjen björnspinnare.

## Arter inom släktet[1]
- Antiotricha cecata
- Antiotricha directa
- Antiotricha districta
- Antiotricha furonia
- Antiotricha integra
- Antiotricha pluricincta
- Antiotricha vexata